# Hasegawa Nobuharu
Pour les articles homonymes, voir Hasegawa.
Hasegawa Nobuharu,  est un peintre japonais du XVIe siècle, Ses date de naissance, de décès ainsi que ses origines ne sont pas clairement authentifiées puisqu'il peut être avec Hasegawa Tōhaku, une seule et même personne.

## Biographie
Certains historiens d'art associent ou plutôt identifient Hasegawa Nobuharue à Hasegawa Tōhaku puisque aussi bien, beaucoup de points obscurs subsistent sur la vie de ce dernier. Le nom de Nobuharu figure sur plusieurs portraits et peintures bouddhiques, d'un style très fin, voire un peu mièvre. Cette particularité stylistique empêche justement les autres spécialistes d'accepter cette Hypothèse.